# ونونا، نیوجرسی
ونونا (به انگلیسی: Wenonah) شهری در ایالت نیوجرسی کشور ایالات متحده آمریکا است که جمعیت آن در سرشماری سال ۲۰۱۰ میلادی، ۲٬۲۷۸ نفر بوده‌است.